# معرة النعمان
مَعَرَّةُ النُّعْمان مدينة سورية تقع جنوبي محافظة إدلب، وهي ثاني أكبر مدينة فيها بعد مدينة إدلب مركز المحافظة، تبعُد عن مدينة حلب 84 كم، وعن مدينة حماة 60 كم، وتعلو عن سطح البحر بـ 496 م.
ومما أعطى مدينة المعرة الأهمية وجعلها تستقطب الإنسان القديم للإقامة فيها، هو ما تتمتَّع به من مناخ لطيف وموقع إستراتيجي، لا سيما مجاورتها لمملكة أبلا ووقوعها بين مملكتين مهمتين حينئذ هما أفاميا في الجنوب الغربي وقنسرين إلى الشمال منها، فضلًا عن السهول الخِصبة والطبيعة الجيولوجية التي امتازت بها.
كل هذه العوامل جعلت من مدينة المعرة مقصداً للإنسان القديم الذي استقر بها وأفرز بصمات لا تمحى وقد توضعت نواة مدينة المعرة فوق تلال ثلاثة هي (بنصرة ومنصور باشا والفجل) واستمرت فيها الحياة حتى العصر الكلاسيكي حيث شرعت أسباب المدينة بالارتقاء وساد الأمن والطمأنينة فانحدر سكان تلك التلال إلى السهل المتوسط وأنشؤوا مدينتهم الجديدة (المعرة) لتصبح فيما بعد مهد الشاعر والفيلسوف أبي العلاء المعري وغيره فبلغت شهرتها الأمصار وازدهرت حضارتها فذكرها الرحالة والباحثون والعلماء والمؤرخون.

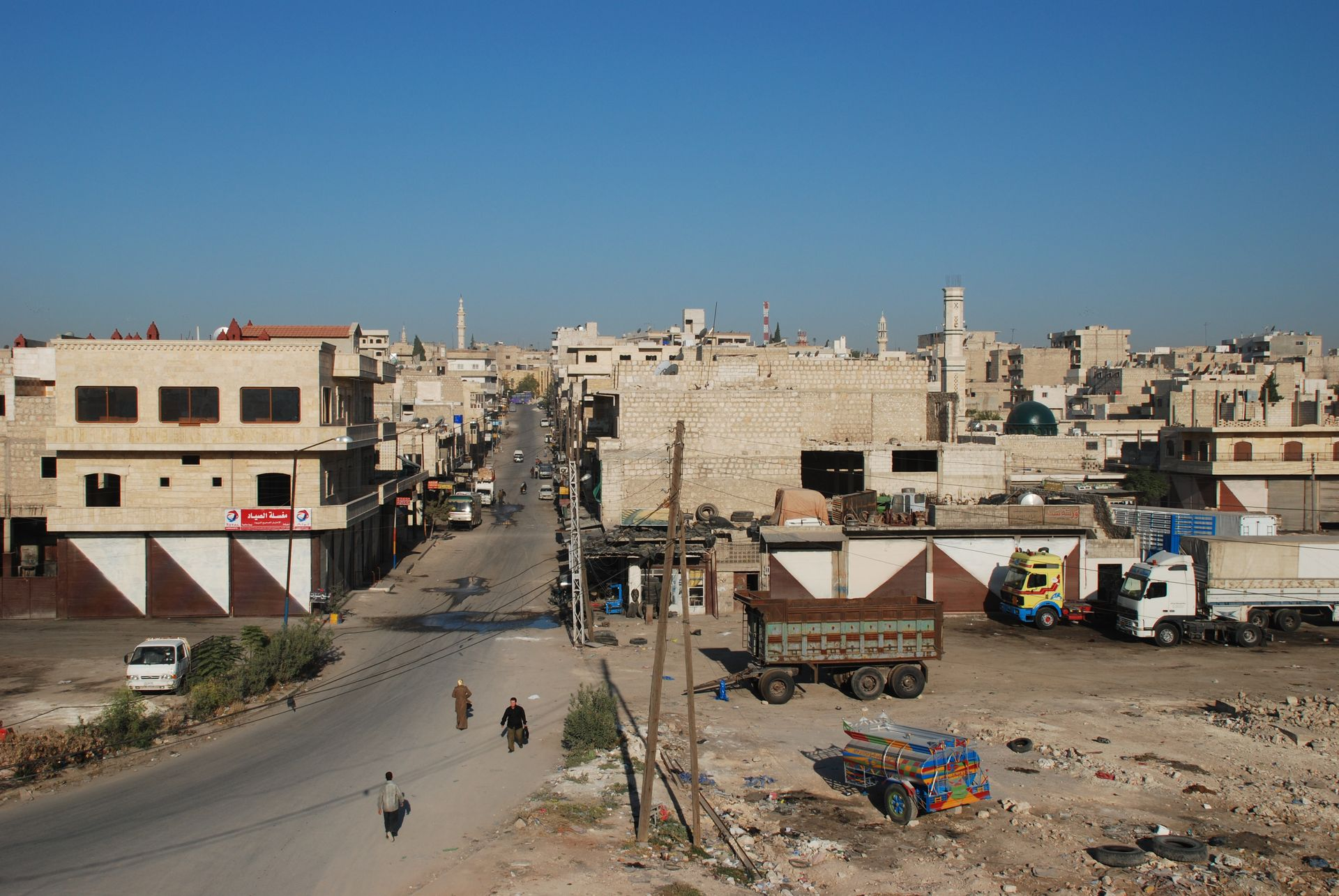
شرق المعرة

## قدمها ونشأتها
معرة النعمان من المدن السورية المغرقة بالقدم شهدت أحداثا كثيرة عبر تاريخها الطويل وحروبا دامية وغزو الآشوريين واليونانيين والبيزنطيين والفرس والرومان. من المحتمل أن تكون المعرة قد قامت في موقع (عرّا) القديمة الواقعة على طريق كالسيس (قنسرين) حماة؛ وذلك لتكون محطة للقوافل العابرة من حماة إلى حلب ومن منطقة سهل الغاب والبحر إلى بادية الشام وبالعكس ويذكر أن عدة أعمدة قديمة قد تم اكتشافها فيها.

## تسميتها
اختلف في أصل التسمية فقيل المعرة بمعنى الكوكب، أو الدية، أو الجناية، أو الجرب، ويرى مرجيلوث أن الاسم محرف من الكلمة السريانية مغرتا أي المغارة أو الكهف، وسميت في العهد الروماني (أرّا) أي القديمة وفي العهد البيزنطي سميت (مارّ) ودعيت في العصر العباسي (العواصم) حيث ذكرها أبو العلاء في شعره بقوله:
 وسُمِّيت معرة حمص لتابعيتها مركز الجند في مدينة حمص، أما نسبة النعمان فهناك أكثر من رواية لعل من أرجحها هو نسبةً إلى النعمان بن بشير الأنصاري الصحابي وكان والياً على حمص حين توفي ولده عندما كان يعبر مدينة المعرة فأقام فيها حزناً عليه لعدة أيام فنسبت له، ويقال نسبةً إلى النعمان بن المنذر.
ويرى ياقوت الحموي أنها سميت على النعمان بن عدي بن غطفان التنوخي المعروف بساطع الجَمال، وهو من أجداد أبي العلاء في الجاهلية، ويرى طه حسين نفس رأي ياقوت ويقول إن أصل الاسم معرس النعمان، ثم أُبدلت التاء من السين، وتلك لغةٌ من لغات العرب

## التاريخ
تعتبر المعرة كجاراتها من المدن السورية التي عرفت العهود القديمة ومع تعاقب الأزمنة توسعت وامتدت وأضحت من أبرز محطات القوافل العابرة من جنوب الشام إلى شمالها ومن بحرها إلى باديتها وأن الآثار التي تتوزع حناياها خير شاهد على قدمها وشأنها وأهميتها فقد شهدت عهود الآشورين والفراعنة واليونانين والفرس والرومان والبيزنطيين.
تعرضت المعرة لدمار شديد خلال الحملة الصليبية الأولى عام 1098م حيث حاصر المحاربين الصليبيون الفرنج مدينة المعرة في نهاية شهر نوفمبر وقاومت المدينة بقوات بسيطة انضم لها بضع مئات من الشبان لا خبرة عسكرية لديهم وذلك لمدة أسبوعين. بعدها قام وجهاء المدينة بالاتصال بقائد الفرنج بوهيموند فوعد الأهالي بالإبقاء على حياتهم إذا توقفوا عن القتال وانسحبوا من الأبنية. استكان الأهالي لهذا الوعد فانسحبوا من الأبنية واحتشدوا في البيوت والأقبية.
عند فجر يوم 12 ديسمبر 1098م دخل الفرنج المدينة ولكن نكثوا بعهدهم مع الأهالي وعملوا مذبحة عظيمة وسبوا السبي الكثير، يقول ابن الأثير أنهم قتلوا ما يزيد على مئة ألف، ولكن أمين معلوف يخمن أن عدد أهالي المدينة عند سقوطها كان أقل من عشرة آلاف نسمة. قام الفرنج بأعمال فظيعة يذكر المؤرخ الفرنسي رالف دي كين منها طبخ جثث البالغين في القدور وشكّ الأولاد في سفافيد (أسياخ) والتهامهم مشويين. في 13 يناير 1099م بعد شهر من سقوط المدينة أضرم الفرنج النار في كل منزل من منازل المدينة وهدموا سورها حجرا حجرا.
ويروي المؤرخون الصليبيون للأحداث في معرة النعمان ما يشي بخصومة اجتماعية حادة في صفوف الصليبيين، حيث كان الفقراء على خصومة اجتماعية صريحة تجاه الأسياد الذين أخّرت خلافاتهم على أنطاكية الحملة الصليبية نصف سنة واضحى العامّة من الصليبيين مستاؤون لإهتمامات الزعماء الدنيوية، فإن الخلاف بين بوهيموند وريمون دي سانجيل في معرة النعمان ورغبة الكونت بترك حامية كبيرة من الفرسان والمشاة أغضب المشاركين لأن «جنود الرب» سيقل عددهم، فقرروا أن يهبو لهدمها «ليكتسب الكونت بالتأكيد الثقة في أنه لن يخسر المدينة» وليستمرو في طريق غايهم «لتحرير القدس».
وفي عام (1248 هـ- 1832م) استولى عليها إبراهيم محمد علي باشا المصري وأمر بتجنيد الصغار والكبار وتسخير الناس في الأعمال الشاقة ثم ما لبثت أن تعرضت من بعدها للاعتداء والنهب من قبل جنده في عام (1256هـ - 1840م) إلى أن عادت إلى العثمانيين في هذه السنة حتى عام (1337هـ - 1918م) حيث انضوت تحت لواء الحكومة العربية ولكن ذلك العهد لم يطل فدخلتها أرتال الجيش الفرنسي في عام (1338هـ- 1920م) لتقع كغيرها تحت نير الانتداب الفرنسي وتخضع لنظمه ومظالمه ولقد شارك أبناء المعرة في مختلف الانتفاضات والثورات ضد المحتل الغاصب وعلى مدى ستة وعشرين عاماً حتى أطل صباح الجلاء في السابع عشر من نيسان (أبريل) من عام 1946م.

## سورها وأبوابها
ذكرت كتب التاريخ أن للمعرة سورا ضخما واسعا وقد تهدم على يد عبد الله بن طاهر في سنة (207هـ -821م) وأن صالح بن مرداس حاصر المعرة ورماها بالمناجيق من فوق السور وخرج أبو العلاء المعري لمقابلته من أحد أبوابه وكذلك وقف دونه الصليبيون حين مهاجمتها ثم احتالوا وصنعوا برجا يوازيه ودخلوا المدينة وذكروا أن له أبوابا سبعة هي: (حلب – حمص – شيس – حناك – نصرة – الجنان – الكبير) ولكن الأيام كما يقول المؤرخ الأديب محمد سليم الجندي لم تدع من هذا السور وأبوابه عينًا ولا أثراً لنتعرف من ثناياها إلى حاله وسماته.

## أهم المباني الأثرية
في المعرة العديد من المباني الأثرية التي صمدت في وجه عاديات الزمن وظلت شامخة تتحدى ثورات الطبيعة ومنها خان مراد باشا (متحف المعرة)، قلعة المعرة، المدرسة النورية ومساجد هامة كالجامع الكبير بمنارته السامقة ومسجد نبي الله يوشع وغيره.

### خان مراد باشا (متحف المعرة)

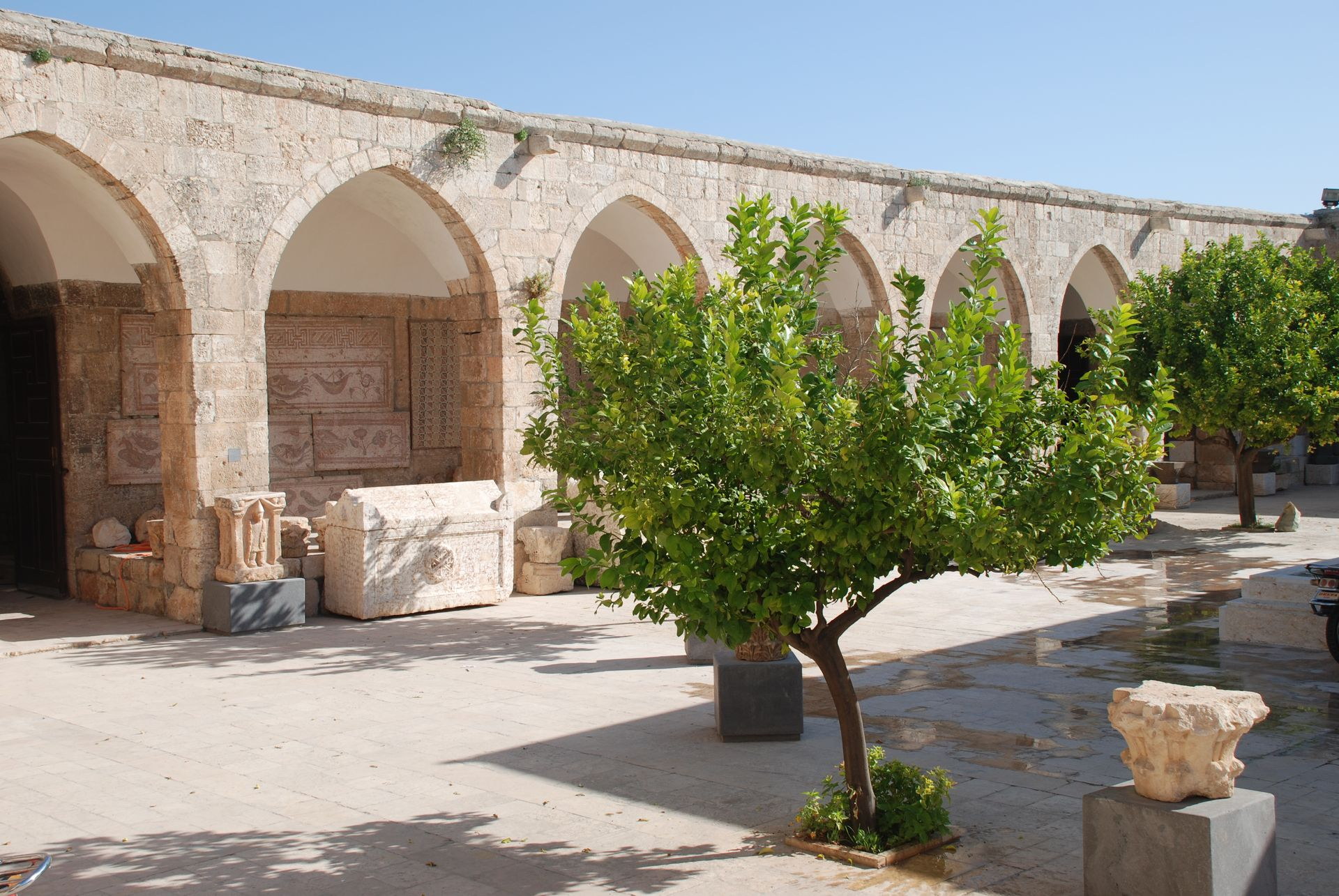

تتقاطع خطوط التاريخ لتنتج لنا بناءً رائعاً يعتبر درة معمارية في تاج الحضارة العربية ويتميز هذا المبنى بالشموخ والعمق التاريخي لمدينة المعرة. بنى هذه المنشأة مراد جلبي أمين الخزائن السلطانية وذلك بُعيد دخول العثمانيين إلى سورية وذلك عام /974هـ 1595م/ وكانت الغاية من المبنى هو محطة استراحة وفندق وتكية إطعام للمسافرين وأبناء السبيل وغيرهم كما ورد في النص الوقفي الذي يعلو قنطرة المدخل الرئيسي للخان والنص هو: (قد بنى هذه الواحة لوجه الله حامي الدفاتر الديوان السلطانية مراد جلبي فغني منع فقير أو دوابة شتى فعليه لعنة الله والملائكة والناس بطرق شتى سنة / 974 هـ /)
والمبنى بمجموعه محكم الصنع ومتقن للغاية حتى ليحسبه الرائي من حجر واحدة وكأن بانيه قد فرغ من بنائه لتوّه ولكي يسلم هذا المشروع العمراني الخيري ويقوم للغاية المنشأ لأجلها فقد أوقف الباني عليه المباني العديدة والإنشاءات المائية كأوقاف واسعة له تفي بنفقاته وتفيض ألا وهي ثمانية عشر بستاناً واثنتين وعشرون طاحونة مائية بحوض العاصي وخمس وثلاثون ناعورة للسقاية وخاناً كبيراً هو خان السبل على طريق حماة – حلب، كما أنه يوجد به مكتبة أثرية تعود إلى العهد الإسلامي باسم مكتبة ابن الشحنة.
موقع المبنى
يقع خان مراد باشا في شطر المدينة الشرقي بوسط شارع أبي العلاء ويجاوره تمثال نصفي لأبي العلاء ومن جهاته الأخرى عدة دوائر رسمية.
وصف المبنى
يتألف البناء من أربعة أجنحة مصلبة القف تعلو سطوحها أبراج المصطليات وتتقدمها الأروقة الرشيقة بأقواسها المدببة وقناطرها المرتفعة وسقوفها المعقودة.
ويبلغ طول الواجهة الرئيسية للخان /70م/ وبعمق /80م/ ويرتفع نحو سبعة أمتار وقد شيّد من حجارة كلسية كبيرة الحجم منحوتة ويبلغ عرض الجناح خمسة عشر متراً ويفصل بين كل جناحين معبر يؤدي إلى مرافق خدمية يضم أربع غرف متقابلة ما عدا المعبر الشمالي الذي يؤدي إلى دورة المياه.
وتتحلق الأروقة حول باحة سماوية مكشوفة واسعة الأرجاء يتوسطها بناء التكية ويحوي بداخلها فسيقة ماء ويقوم بناؤها على أعمدة أسطوانية وأقواس مدببة وسقفها يضم قبة مستطيلة ويتقدم التكية من الجنوب بناء المسجد وله قبة نصف كروية أما المرافق الخدمية التابعة لبناء الخان فهي سوق تجارية واقتصادية مؤلفة من ستة مخازن متقابلة وحمام التكية بطرازها المعروف (البراني والوسطاني والجواني) وغرفة القمين وهذه المرافق تلاصق بناء الخان من الجهة الغربية وشمالي الحمام يوجد الفرن ومستودعات للغلال وغرفة مدار لتوزيع الماء بواسطة حلاقيم فخارية متصلة من البئر إلى خزان أرضي بجانب المسجد من الغرب. ويتربع مبنى الخان مع ملحقاته على مساحة من الأرض قدرها سبعة دونمات.
تحويل الخان إلى متحف
بقي خان باشا مستمراً للغاية المنشأ من أجلها حتى أوائل القرن العشرين حيث بعثرت أوقاف هذا الخان وضعفت وارداته فضم إلى أوقاف الجامع الكبير في المعرة بناء على وصية الواقف المحفوظة في متحف المعرة والتي يعود تاريخها إلى عام /1321هـ/ وبدأ بتأجيره كأقسام لغايات مختلفة الأمر الذي أضر بالمبنى وأضعف عناصره الإنشائية نتيجة الإهمال الذي لحقه من المستأجرين فسارعت وزارة الثقافة (المديرية العامة للآثار والمتاحف) وبجهود من الباحث كامل شحادة باستصدار المرسوم الجمهوري رقم /144/ لعام 1982/ الذي يقضي بترميم هذه الآبدة ومن ثم تحويلها إلى متحف محلي. وفعلاً بدأت ورشات الترميم عملها في مطلع عام /1983/ ودشن كمتحف في نيسان عام /1987/ وأصبح الأستاذ كامل شحادة (والذي يعد المؤسس له) أميناً له. ويوجد به أيضا قسم خاص بمكتبة أل الشحنة وهي مقدمة عبارة عن مخطوطات يدوية وكتب بخط اليد وهي كتب ذات قيمة عالية جدا لما بها من قيمة دينية ومعنوية وتاريخية وبعضها يعود إلى مئات السنين وهي مقدمة من أل الشحنة بمعرة النعمان ونخص بالذكر أبناء الشيخ محمد بن علي الشحنة ومن محمد بشير الشحنة وذلك حفاظا لقيمتها التاريخية والدينية.

### ضريح أبي العلاء المعري (المركز الثقافي)
يعتبر بناء المركز الثقافي العربي بالمعرة من الأبنية الأثرية الهامة والجليلة في مدينة المعرة؛ لما يمتاز به هذا المبنى من طراز معماري فريد غني بزخارفه البديعة، وقد بني في الأربعينيات من القرن الماضي على مساحة قدرها /500/ متر مربع.
البناء في وسط شارع أبي العلاء، ويطل على الشارع الرئيسي بواجهة معمارية مؤلفة من مدخل بقنطرة مرتفعة ترتكز على عموديين من الحجر ومن ثم يؤدي المدخل إلى باحة مكشوفة يرى فيها ضريح الشاعر والفيلسوف أبي العلاء المعري ضمن قبر متواضع خلا من الزخرفة والصنعة ولطالما كان شاعرنا متواضعاً وبسيطاً، علماً بأن هذا القبر هو ذاته القبر القديم الذي رقد تحته شاعرنا أبي العلاء المعري وقد توضّع هذا القبر ضمن إيوان يتجه إلى الشمال وبجانبه مدخلان يؤديان إلى قاعة المكتبة العلائية والتي ضمت خزائن خشبية عرض فيها مجموعة ضخمة من الكتب العلمية والأدبية والتاريخية وغيرها، هذا فضلاً عن مجموعة أخرى من الكتب حوت آثار شاعرنا أبي العلاء وما كتب عنه الأدباء والشعراء كما يجاور هذه القاعة من الجنوب حديقة متواضعة فيها قبران قديمان يعتقد بأنهما من أقرباء أبي العلاء عليهما كتابة كوفية غير واضحة المعالم، وقد تم تصميم هذا البناء على طراز الأبنية العربية وجعل فيها باحة سماوية وإيوان ومصلى وغيره وبني هذا البناء من حجارة كلسية منحوتة متوسطة وكبيرة الحجم، أما السقوف فكانت مستوية. كما يجاور ضريح أبي العلاء شجرتان شامختان من السرو وقد جعل البناء مسجداً فوق ضريح أبي العلاء المعري، ولكن لم يستخدم لهذا الغرض. وفي عام 1958 أثناء الوحدة بين سورية ومصر اقترح الدكتور طه حسين وزير المعارف في تلك الفترة تحويل المسجد إلى مركز ثقافي، وقد أحدث في عام 1960 مركز ثقافي في نفس المكان.
ولقد زار الأديب الدكتور طه حسين المركز الثقافي العربي في المعرة عدة مرات حتى يقال بأنه أشرف على وضع حجر الأساس لهذا الصرح الثقافي الهام، وكذلك كان على رأس الأدباء والشعراء في المهرجان الألفي لأبي العلاء المعري بمناسبة ذكرى مرور ألف عام هجري على وفاته هذا المهرجان الثقافي والأدبي الهام والذي أقيمت فعالياته في مدينة المعرة ومدن حلب ودمشق واللاذقية حضره كوكبة من الأدباء والشعراء العرب، منهم الشاعر بدوي الجبل والشاعر محمد مهدي الجواهري الذي كانت انطلاقته الشعرية الأولى في هذا المهرجان من خلال قصيدة المعري والتي مطلعها:
قف بالمعرّة وأمسح خدّها التّربا واستوح من طوّق الدنيا بما وهبا

## الصناعة
الكثير من الصناعات الحديثة على اختلاف أنواعها لها منشأت ومعامل في المعرة، وللمدينة شهرة في كثير من الصناعات التقليدية التراثية الذي لها أهميتها وهي:

### صناعة سلال القصب
إن صناعة سلال القصب هي من الصناعات اليدوية المزدهرة في محافظة إدلب. حيث تتركز في قرية الحسينية التابعة لمنطقة جسر الشغور وعمر تلك المهنة يعود لمئات السنين بدأت هذه الصناعة اليدوية من أجل الاستخدام الزراعي، حيث تتوفر في المنطقة الخضار والفواكه وخاصة العنب والتين.
تصنع السلال من القصب (الجوي) الذي يزرع على أطراف البساتين كسياج، كما أنه يكثر ذاتياً على جوانب الأحواض والأنهار، والأقنية المائية. ومع التقدم الحضاري اتجه صناع السلال إلى ابتكار أنواع عديدة منها وذلك لاستخدامها كقواعد وإطارات للأزهار الخضراء واليابسة فباتت مطلوبة للتصدير الخارجي وخاصة دول الخليج العربي وفرنسا لاستخدامها في محلات الزهور والمجالات الزراعية والمنزلية وأماكن الزينة وغيرها.

### صناعة الحصر
تنتشر هذه الصناعة في منطقتا معرشورين والغدفة، اللتان تشتهران بهذه الصناعة المنتشرة في المنازل، وتعمل بها النسوة، ولها سوق خاصة في إدلب تصنع هذه الحصر من نبات البردي، وهو على أنواع: مثل القش العمقي نسبة إلى سهل العمق موطن هذه النباتات، والقش الجزراوي نسبة إلى منطقة الجزيرة.

### صناعة الصابون
تنتشر هذه الصناعة التقليدية في أرجاء المحافظة، وخاصة مدينة إدلب التي كانت في القرن السابع عشر إضافة لمدينة حلب من أهم المدن العربية التي تصدر الصابون إلى أوروبا وما زالت تنتشر هذه الصناعة في العديد من مناطق إدلب.

### صناعة بيوت الشعر
تعتبر صناعة الشعر الماعز لحياكة بيوت الشعر بشكل يدوي من الصناعات القديمة والعريقة الجذور حيث ترتكز ومنذ مئات السنين في كل من مدينة أريحا ومعرة النعمان، وقرية الشغور في منطقة جسر الشغور، فقد نشأت تلك الصناعات اليدوية منذ القدم تلبية لحاجة الإنسان إلى مأوى وكساء، وأكياس مونة، وبيوت للسكن، وكلها كانت تصنع من شعر الماعز، بعد حلجه وندفه وتلوينه وفرز ألوانه يدوياً. ويربط بحزام اسمه الجدب على دولاب خاص، ويغزل على دواليب مع السدي يدوياً ومخالف لاتجاه الخيوط على نول الحياكة، وتدق بمشط حديدي حتى تتماسك مع بعضها وتصبح على شكل قماش جاهز، ويتم تحديد الطول والعرض حسب الطلب.

## القرى التابعة لها
- من الجهة الشرقية بالترتيب: الغدفة - معرشمشة - تلمنس - جرجناز - أبو مكي -الصرمان - الحراكي - صراع - صريع - الصيادة - خيارة - الصقيعة - سنجار
- من الجهة الجنوبية الشرقية قرية التح
- من الجهة الشرقية قرية معرشورين - تليها قرية الغدفة الأثرية - وتقع قرية معصران شمال قرية الغدفة
- من الجهة الجنوبية الشرقية تقع دير شرقي. وفيها قبر الخليفة الأموي عمر بن عبد العزيز كذلك قرى معرشمارين - الهلبة - الرفة - الخوين - تل خنزير.
- من الجهة الغربية حاس- كفرومة - كفرنبل - كفرعويد - كنصفرة - حزارين - معرة حرمة - كفر سجنة - الهبيط
- من الجهة الشمالية: بلدة بابيلا التي تبعد 7 كم عن مدينة معرة النعمان بالإضافة لقرية جرادة الأثرية وقرية الدانا.
- أيضا من القرى التابعة لمعرة النعمان قرية معرة ماتر وقرية معرة حرمة وقرية معرة الصين وكذلك قرية البرسة وقرية فروان.

## الاحتجاجات في معرة النعمان وريفها
إندلعت الاحتجاجات في معرة النعمان في آذار من عام 2011 ضد النظام الحاكم في سوريا وبلغ عدد القتلى الموثقة أسمائهم في معرة النعمان المدينة أكثر من ألف قتيل. سقط أول قتلى محافظة إدلب في معرة النعمان وهو غسّان البش، أصيب بطلق ناري بتاريخ 29\4\2011 ونقل إلى مستشفى إدلب الحكومي ووافته المنية بتاريخ 8\5\2011
خرجت في معرة النعمان مظاهرات حاشدة في أيام الجمعة طوال الثورة وقد تمكنت الجماعات المسلحة المنشقة عن الجيش السوري من السيطرة على معرة النعمان بشكل كامل في يوم 9/10/2012 بعد انسحاب الجيش السوري.
وبتاريخ 28 كانون الثاني 2020، تمكّن الجيش السوري من استعادتها. وفي 30 نوفمبر 2024،، أعادت فصائل المعارضة السيطرة عليها.